# Сабо, Илона
Илона Сабо (венг. Szabó Ilona; 1939, Будапешт — 1956, Будапешт) — венгерская девушка-цыганка, участница антикоммунистического Венгерского восстания 1956 года. Погибла в бою за «Пассаж Корвина». В современной Венгрии считается героиней и мученицей революции.

## Происхождение
Родилась в бедной цыганской семье. В своей среде была известна под прозвищем Kócoska — буквальный перевод: Растрёпанная. Жила в Будапеште. В октябре 1956 года была на четвёртом месяце беременности.
Илона Сабо принадлежала к той части цыганского населения Венгрии, которая проявляла интерес и активность в общественно-политической жизни. Эта среда негативно относилась к коммунистическому режиму ВПТ, считая его антинародным и подверженным расистским предрассудкам.

## Бой и гибель
23 октября 1956 года Илона Сабо поддержала антикоммунистическое Венгерское восстание.

Её подруги, венгерские девушки, кричали из толпы: «Кто венгры, идите с нами!» Она пошла с ними.

На следующий день Илона Сабо примкнула к обороне «Пассажа Корвина», которую возглавляли Ласло Иван Ковач и Гергей Понгратц. С оружием в руках участвовала в боях. 28 октября 1956 года 17-летняя Илона Сабо вместе с ещё одной девушкой погибла в перестрелке на улице Пратер.
Габор Дилинко, гражданский муж Илоны, тяжелораненый, попал в плен к правительственным войскам. Был приговорён к тюремному заключению, освободился в 1966 году. Впоследствии он подчёркивал, что мало интересовался идеологическим противостоянием, но защищал Венгрию от вторжения иностранных — советских — войск.

Многие цыгане сражались за революцию. В Корвине в те дни были десять-двенадцать рома.

## Память
В 1994 году в VIII районе Будапешта (Пассаж Корвина) установлена мемориальная доска Илоне Сабо. Встречи у памятного знака проводят представители цыганской общины. О жизни Илоны Сабо много рассказывал прессе Габор Дилинко.